# Zarožje
Zarožje ist ein Bergdorf in Serbien innerhalb der Gemeinde Bajina Bašta im Verwaltungsbezirk (Okrug) Zlatibor.

## Geographie
Zarožje befindet sich am mittelöstlichen Rand der Dinarischen Alpen auf einer durchschnittlichen Höhe von 681 m. Den höchsten Punkt bildet der Berg Mali Povlen mit 1347 m. Im Einzugsgebiet der Drina liegend, entspringt der Nebenfluss Rogačica der exponierten Sokolina-Felsformation, welche dem Dorf und dem Fluss Rogačica den Namen gab (Zarožje bedeutet „zu/hinter den Hörner“, Rogačica bedeutet „den Hörnern entspringend“).

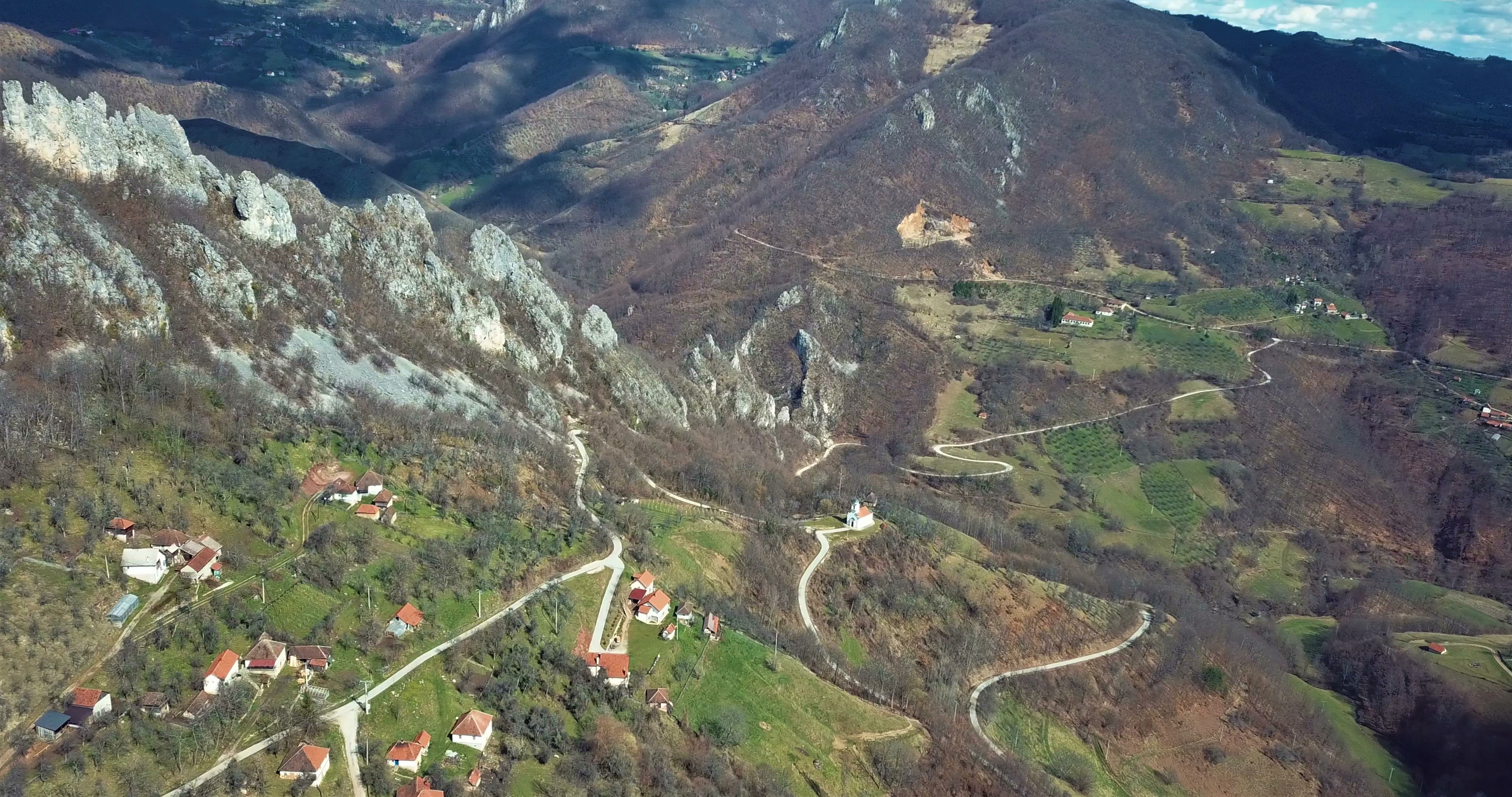
Zarožje von oben

Zarožje befindet sich an der Verbindungsstraße IIA Route 170, welche die beiden Städte Valjevo und Bajina Bašta miteinander verbindet und durch eine Berglandschaft führt. Der Weg führt an weit verstreuten Bergdörfern, Ferienhäuschen sowie an Panoramen mit Blick auf Stauseen und Flüsse vorbei. Die Straße ist vor allem in den Sommer- und Wintermonaten stark befahren, da sie zum Touristen- und Skigebiet Zlatibor und zum Nationalpark Tara führt.
Zarožje erstreckt sich über eine Fläche von 49,17 km², was 7,3 % der Gesamtfläche der Gemeinde Bajina Bašta entspricht. Davon sind ca. 43 % mit Wald (mehrheitlich Buchenwälder) bedeckt.

## Geschichte
Archäologische Funde zeugen von der Präsenz einer römischen und keltischen Bevölkerung in dieser Region. Überreste frühmittelalterlicher Bauten und Kirchen belegen die Besiedlung der Region durch eine serbische Bevölkerung. Das Gebiet befand sich seit dem frühen Mittelalter im zentralen Herrschaftsgebiet serbischer Reiche und Dynastien (siehe Serbische Monarchen).

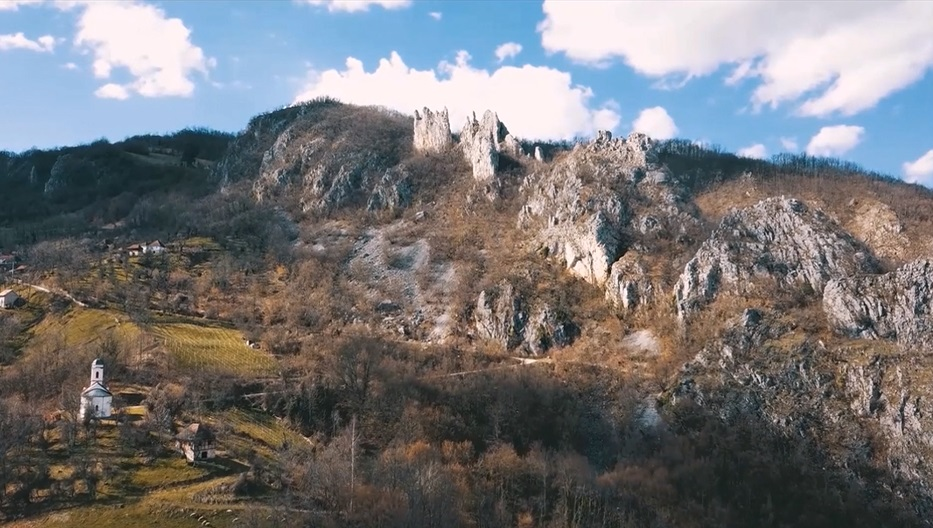
Die gezackte Felsformation als Namensgeber Zarožjes, welches man erreichte, indem man den Fluss entlang bis zu den „Hörnern“ ging

Im Jahr 1459 fällt die Region an das Osmanische Reich. Mit dem Fall der Serbischen Despotenschaft verliert das Gebiet die Eigenständigkeit. In einem osmanischen Defter aus dem Jahr 1476 findet sich ein detaillierter Beschrieb der damaligen Struktur der Bürger und Haushalte: „14 Haushalte unter dem Stammesältesten Đurađ, Sohn des Nikašin“.
Es lässt sich darüber spekulieren, ob die entlegene Siedlung erst in Verbindung mit dem Fall der serbischen Herrschaft gegründet wurde. Anders als bei älteren Gräbern im Stil der Stećci, sind die Grabinschriften vor Ort eher schlicht oder gar nicht vorhanden. Dies könnte ein Hinweis auf weniger blühende Zeiten sein. Außerdem ist nicht bekannt, ob das zentral gelegene Gotteshaus zerstört oder aufgegeben wurde.
Die neuere Geschichte der Siedlung beginnt in den aufständischen 1710er-Jahren mit dem Eintreffen neuer Siedler aus den Gebieten Crmnica (nördlich des Skutarisee). Zeitgleich wird das Dorf erstmals als „Zarožje“ erwähnt. Diese Menschen stießen bei ihrer Ankunft auf ein verwinkeltes, von außen schwer erreichbares Bergtal mit Überresten der Kultstätte „Misa“, in deren Nähe sich mehrere Nekropolen befanden. Die mittelalterlichen Grabanlagen im Stil der Stećci dürfte für die Siedler eine bekannte Art der Bestattung gewesen sein, da diese Relikte auch in ihren Herkunftsgebieten vorzufinden sind. In welcher Verbindung die vorgefundene Siedlung mit den Siedlern stand und weshalb dieses zum Teil unwirtliche Gebiet als neue Heimat ausgewählt wurde, ist unbekannt. Es kann sich jedoch um ein bewährtes Rückzugsgebiet für Hajducken gehandelt haben.

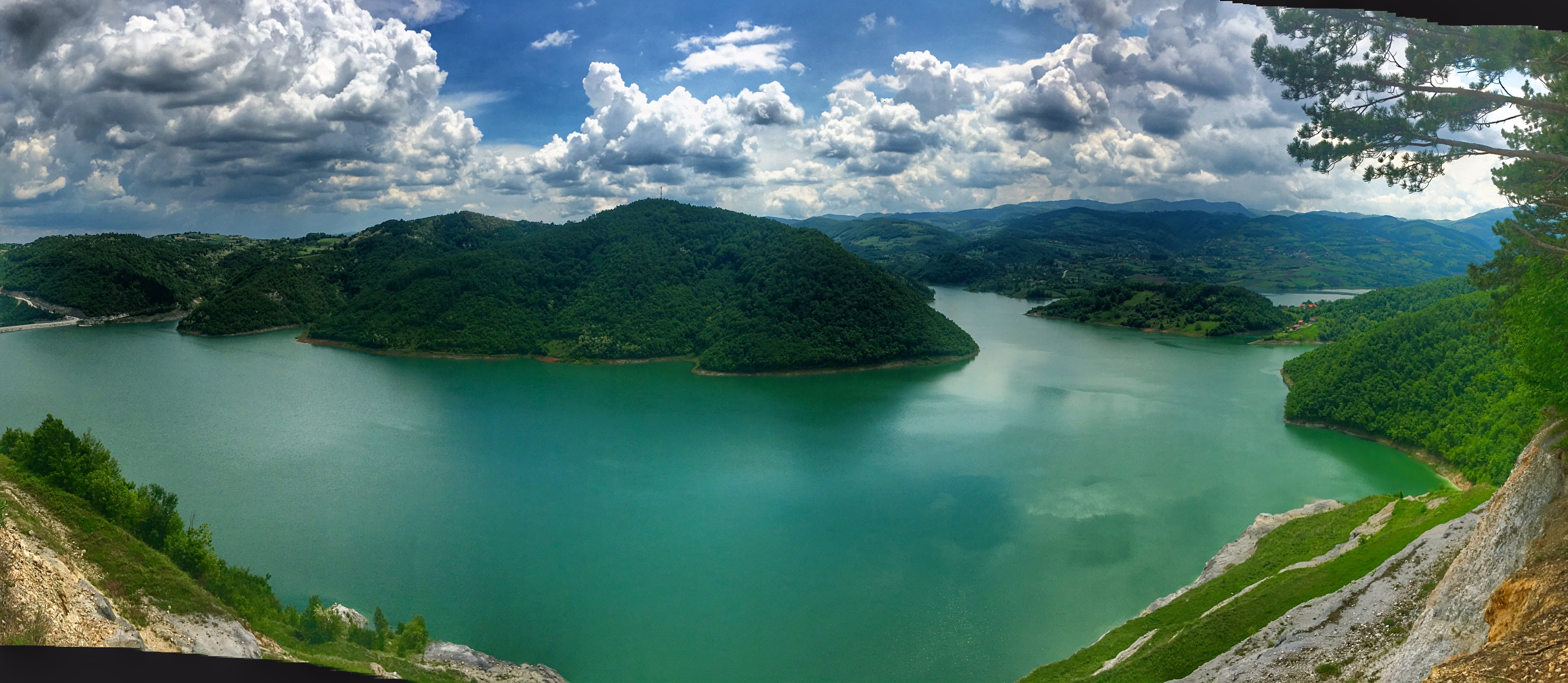
Auf dem Weg von Valjevo nach Zarožje fährt man am Stausee und der gleichnamigen Ortschaft Rovni vorbei

Die Region um den Fluss Drina und ihr Einzugsgebiet war im 18. Jahrhundert Schauplatz diverser Migrationswellen in abgelegene oder unbewohnte Gebiete in den Bergregionen des heutigen Serbien und Bosnien-Herzegowina, in die Gebiete der Donaumonarchie, aber auch in die Gebiete der heutigen Ukraine (Slawenoserbien). Dabei handelte es sich mehrheitlich um serbische Bauernfamilien und Hajducken, welche teilweise unter Führung der Serbisch-Orthodoxen Kirche ihre alte Heimat im heutigen Montenegro und Süd-Bosnien (Herzegowina) verließen. Auslöser waren, ähnlich wie beim Großen Exodus der Serben im Jahr 1690, die verschlechterten Lebensbedingungen für die christliche Bevölkerung in den damals osmanisch besetzten Gebieten. In den entlegenen Bergdörfern konnten sie sich der osmanischen Herrschaft entziehen (einige örtliche Bezeichnungen und Legenden erinnern trotzdem an eine gewisse Präsenz der Osmanen). In dieser Zeit soll die Vampir-Sage um Sava Savanović entstanden sein.
Bis zum Beginn des 18. Jahrhunderts war das Dorf unter dem Namen „Misište“ bekannt. Die Ortsbezeichnung leitet sich von einem nicht mehr existierenden Kloster oder einer Gebetsstätte „Manastir Misa“ ab, welche an der unmittelbaren Quelle des Bachs Rogačica lag. An der vermuteten Stelle wurde im Jahr 1990 eine Kirche erbaut. Da Klöster häufig nach einer örtlichen Besonderheit benannt wurden, wird vermutet, dass Misa eine weitere Bedeutung hatte. Misa oder Misište könnte sich vom lateinischen Missa (Kirchenmesse, Gottesdienst) ableiten und damit ein Hinweis für ein Gotteshaus sein. Heute bezeichnet das Wort Misište den Hügel auf dem sich die Kirche befindet. Aufgrund der rund um Misište entdeckten Nekropolen wird vermutet, dass es sich ursprünglich um eine mittelalterliche Siedlung handelte.
Bis in die Mitte des 20. Jahrhunderts war das Gebiet fast völlig von der Außenwelt abgeschnitten und im Vergleich zur umliegenden Region weitgehend unterentwickelt. Der Schriftsteller Milovan Glišić zeichnete bereits im Jahr 1880 in seinem Werk Posle devedeset godina (serbisch: Nach neunzig Jahren) das Bild einer deutlich unterentwickelten Region.
Nach den Völkerwanderungen im 17. und 18. Jahrhundert, erlebte die Ortschaft nach der Ausrufung des Fürstentums Serbien im Jahr 1815 einen erneuten Bevölkerungszuwachs. Die aufstrebenden Jahre nach dem erfolgreichen Zweiten Serbischen Aufstand gegen die osmanische Besetzung, brachten der Bevölkerung erste Schulen und Entwicklung selbst in den entlegensten Orten.
Eine erste Auswanderungswelle erlebte das Dorf nach Ende des Ersten Weltkriegs, als sich die heimgekehrten Soldaten in vielversprechenderen Gebieten niederließen. Während des Zweiten Weltkriegs erlebte das Dorf eine rapide Abnahme der Bevölkerung. Während viele der Soldaten im Massenvernichtungslager KZ Jasenovac durch das Regime der Ustascha-Kroaten ermordet wurden, fiel gleichzeitig die Bevölkerung auf dem Land dem Bürgerkrieg zum Opfer. Statuen und Gedenktafeln erinnern heute an die Ereignisse.
Erst mit dem Ausbau der asphaltierten Schnellstraße (magistralni put) in den 1970er-Jahren, welches die beiden Städte Valjevo und Bajina Basta miteinander verbindet, erhielt das Dorf eine bessere Infrastruktur. In den folgenden Jahren wurde sukzessive ein Stromnetz aufgebaut. Dieses Ereignis führte zu einer Abnahme der Bevölkerung, nachdem diese im Jahr 1961 mit 1583 Bewohnern ihren Höhepunkt erreicht hatte. Seitdem sank die Bevölkerung jedes Jahr durch Abwanderung in andere Regionen.

## Sehenswürdigkeiten

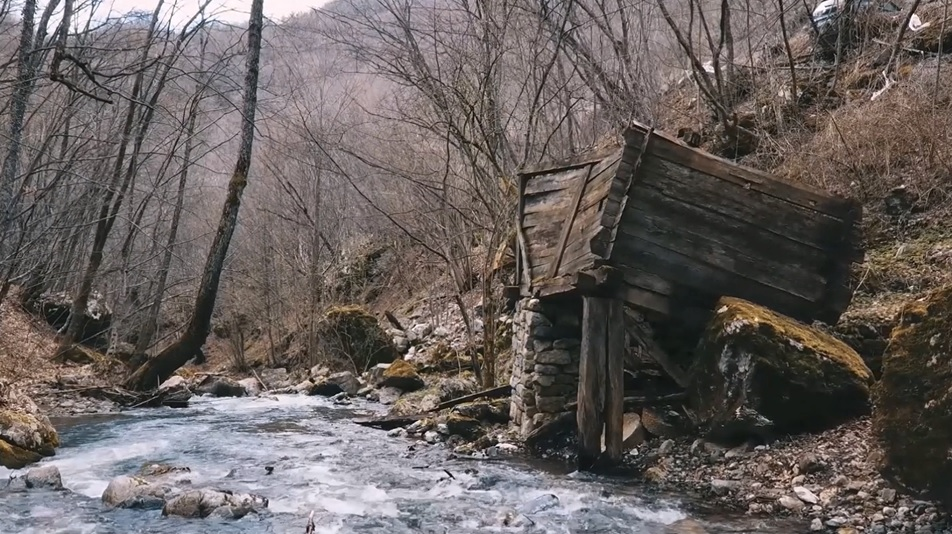
Die sagenumwobene Wassermühle des Vampirs Sava Savanović

Zarožje ist als rustikales und naturbelassenes Erholungsgebiet bekannt. So zieren viele Ferienhäuser die hügelige Landschaft auf dem Weg vom Stausee Rovni bis zu den Höhen des Jelovik. Auf der Durchfahrt trifft man auf verschiedene Aussichtsplattformen, genannt „Vidikovac“, welche einen Ausblick auf die Landschaft gewähren. Da es sich eher um ein Durchgangsgebiet handelt, bleibt der klassische Dorf-Tourismus jedoch aus. Die Region ist ein beliebtes Jagdgebiet.
Abgeschirmt durch die umliegenden Berge, entwickelten sich in den vergangenen Jahrhunderten im Tal des Bachs Rogačica Sagen und Mythen. Eine der bekanntesten ist die Sage um den Vampir Sava Savanović, welcher zu Lebzeiten ein angesehener Händler und Hajducke war. Nach einem tragischen Ereignis im Dorf, welches ihn das Leben kostete, soll er in einer Wassermühle am Bach Rogačica nachts die Müller getötet und ihnen das Blut ausgesaugt haben. Lange lebten die Dorfbewohner in Angst vor dem Vampir, ehe sie sich entschlossen sein Grab zu öffnen, um ihm einen angespitzten Pfahl durch das Herz zu schlagen.
Heute lässt sich die Ruine und einstige Tatort an der spröden Brücke am Ende der zackigen Felsformation besichtigen. Dem Fluss entlang findet man eine alte Kapelle, deren Alter nicht feststeht, und welche sich inmitten mittelalterlicher Grabanlagen befindet. Die Bauten und Anlagen sind bis heute noch nicht archäologisch erforscht. Einige der örtlichen Nekropolen wurden in die Liste der UNESCO-Weltkulturerbe aufgenommen.

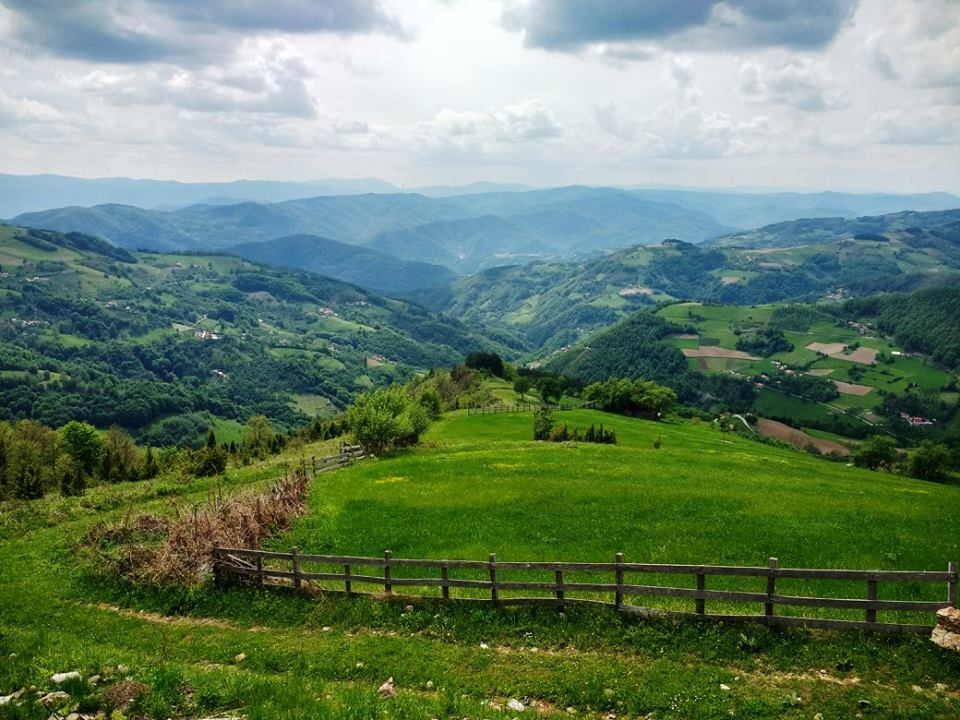
Berg Debelo Brdo auf dem Weg nach Zarožje
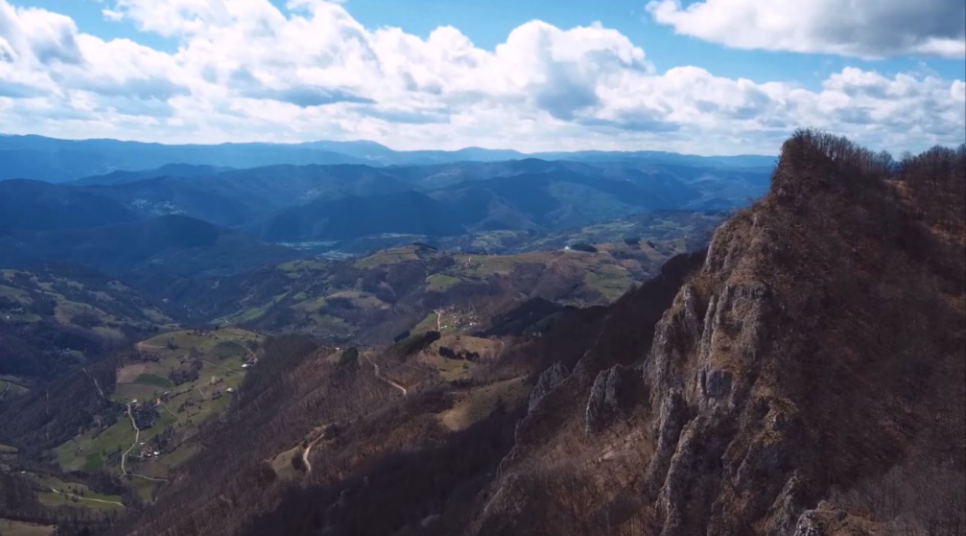
Blick von der Felswand „Crvena Stena“ auf den Fluss Drina
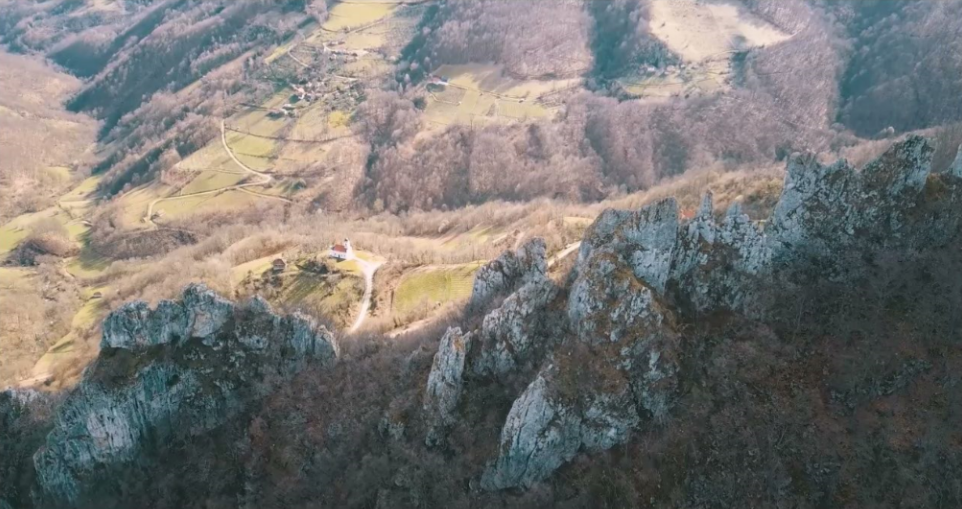
Blick über den Hörnern auf die Kirche in Misište

## Bevölkerung

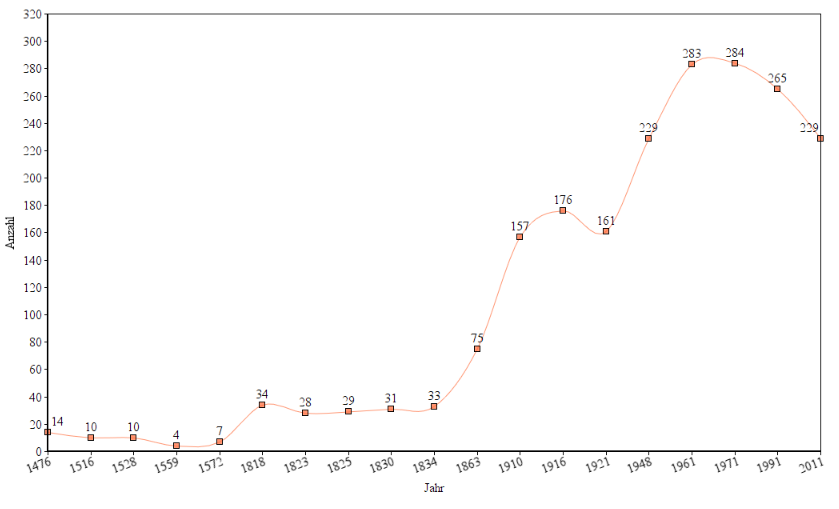
Entwicklung Anzahl Haushalte in Zarožje

Ab den 1970er-Jahren verließen viele Bewohner Zarožje und gingen als Gastarbeiter, anfangs als Saisonarbeiter, nach Mitteleuropa, meist in die Schweiz. Sie gehören heute zur Serbischen Diaspora in der Schweiz. Im Volksmund wird das Dorf daher auch „mali Cirih“ („Klein-Zürich“) genannt. Wie die meisten Bergdörfer im ehemaligen Jugoslawien ist auch Zarožje stark überaltert, da die meisten jüngeren Menschen ein Leben in der Agglomeration bevorzugen.